# Plavuník cypřiškovitý
Plavuník cypřiškovitý (Diphasiastrum tristachyum) z čeledi plavuňovitých (Lycopodiaceae) je vzácný a kriticky ohrožený druh plavuníku. V některých pramenech se můžeme dočíst o jeho současné nezvěstnosti v ČR.

## Popis
Tato rostlina je na první pohled odlišná od ostatních druhů plavuníků. Jedná se o nejdrobnější druh plavuníku, který své větve seskupuje do tvaru připomínající trychtýř. Rostlina může být 10–40 cm vysoká. Na sporadicky olistěných stopkách (1,4–3 cm) bývají výtrusnicové klasy. Její sterilní větve jsou 1,5–1,8 mm široké, hustě a keříčkovitě seskupené. Oddenky má uložené 2–15 cm pod zemí. Plavuník cypřiškovitý je zbarven šedozeleně, ventrální strany větví jsou modrošedě ojíněné. Rostlina patří mezi chamaefyty a kvete obvykle od července do září, kdy dozrávají výtrusy.

## Gametofyt
Zatím skrovně prozkoumanou částí plavuníku je jeho gametofyt, haploidní část, na jehož úrovni se odehrává veškeré, pro plavuníky tak typické, křížení. Jde o podzemní nezelený útvar často symbioticky žijící s houbami. Gametofyt se dožívá vysokého věku a tvorba gamet začíná ve stáří 10 – 12 let. Rostlina má zdvojenou sadu chromozomů, je tedy tetraploidní.

## Výskyt
Roste na vřesovištích a ve světlých boreálních částech severní polokoule. Vyskytuje se v podhůřích a horách, tedy 400 – 1300 m n. m. Vhodná stanoviště pro všechny typy plavuníků jsou také lyžařské sjezdovky. Nesmí být však osázeny travními směsmi a musí mít ten správný sklon. Druh se vyskytuje v Evropě, od Skandinávie po severní Itálii, byl nalezen i v rumunských Karpatech a na východě Severní Ameriky. V ČR se vyskytuje velmi vzácně na Moravě. Plavuníky patří k tzv. S-stratégům. Nejrozšířenější byli v karbonu, nyní se vyskytují převážně na poničených a člověkem ovlivněných územích. Na světě existuje 30 druhů plavuníků, z nichž 6 se vyskytuje ve střední Evropě, avšak plavuník cypřiškovitý patří mezi nejohroženější. Spolu s plavuníkem alpínským a plavuníkem zploštělým tvoří trojúhelník rodičovských taxonů, ostatní druhy jsou vedlejší, hybridní.